# Dwór w Łyszkowicach
Dwór w Łyszkowicach – zabytkowy, murowany dwór Woźniakowskich znajdujący się w Łyszkowicach, w gminie Koniusza, w powiecie proszowickim, w województwie małopolskim.
Dwór został wpisany do rejestru zabytków nieruchomych województwa małopolskiego.

## Historia
W połowie XV w. właścicielem wsi był Mikołaj Stadnicki, potem jego syn też Mikołaj, następnie była to własność kościelna klasztoru Wizytek w Krakowie, oddawana w dzierżawę. W 1884 r. wieś kupiła rodzina Duninów, a na początku XX w. należała do Marcjana Ludwika Woźniakowskiego (1854–1927) herbu Prawdzic . W 1923 r. Woźniakowscy przekazali dwór Żeńskiej Szkole Rolniczej a pod koniec lat 20. 65 ha. ziemi należało do spółki aukcyjnej Granum. W czasie II wojny światowej budynki zostały zdewastowane przez hitlerowców. 6 czerwca 1952 r. w obiekcie otwarto Dom Pomocy Społecznej im. Adama Chmielowskiego . 

## Architektura
W latach 20. XIX wieku w majątku stał piętrowy budynek w kształcie zbliżonym do wieży i pełnił funkcje mieszkania administratora kościelnego folwarku. Po 1923 r. wybudowano murowany, parterowy budynek nakryty dachem łamanym polskim. Od frontu znajduje się czterokolumnowy ganek, a w elewacji ogrodowej ryzalit o trzech arkadowych oknach. Obiekty otoczone są zadbanym parkiem. Przed dworkiem stoi popiersie Adama Chmielowskiego, autorstwa Antoniego Hajdeckiego .